# Кантон Тауншип (округ Бредфорд, Пенсільванія)
Кантон Тауншип (англ. Canton Township) — селище (англ. township) в США, в окрузі Бредфорд штату Пенсільванія. Населення — 1936 осіб (2020).

## Демографія
Згідно з переписом 2010 року, у селищі мешкали 2143 особи в 777 домогосподарствах у складі 608 родин. Було 914 помешкання
Расовий склад населення:
| - 98,7 % — білих - 0,7 % — чорних або афроамериканців - 0,1 % — азіатів |

До двох чи більше рас належало 0,4 %. Частка іспаномовних становила 0,2 % від усіх жителів.
За віковим діапазоном населення розподілялося таким чином: 25,5 % — особи молодші 18 років, 57,4 % — особи у віці 18—64 років, 17,1 % — особи у віці 65 років та старші. Медіана віку мешканця становила 41,0 року. На 100 осіб жіночої статі у селищі припадало 102,9 чоловіків;  на 100 жінок у віці від 18 років та старших — 101,3 чоловіків також старших 18 років.
Середній дохід на одне домашнє господарство  становив 59 215 доларів США (медіана — 53 214), а середній дохід на одну сім'ю — 66 190 доларів (медіана — 58 958). Медіана доходів становила 36 648 доларів для чоловіків та 41 447 доларів для жінок. За межею бідності перебувало 15,5 % осіб, у тому числі 26,0 % дітей у віці до 18 років та 12,5 % осіб у віці 65 років та старших.
Цивільне працевлаштоване населення становило 764 особи. Основні галузі зайнятості: освіта, охорона здоров'я та соціальна допомога — 17,8 %, роздрібна торгівля — 16,4 %, будівництво — 15,1 %.